# Lena Katinová
Jelena Sergejevna Katinová (rusky Елена Сергеевна Катина, Jelena Sergejevna Katina; * 4. října 1984 Moskva, Sovětský svaz) je ruská zpěvačka, bývalá členka pěveckého dua Tatu.

## Životopis
Narodila se v Moskvě. Její rodiče jsou Inessa Katinová a otec Sergej Katin, producent ruské pop music. Již v dětském věku ji otec přihlásil do uměleckých a sportovních kroužků. Na základní škole byla pouze jeden rok, poté se rozhodla přestoupit na základní uměleckou školu a začala hrát na klavír. V 10 letech začala vystupovat se skupinou Avenue, kde zpívala tři roky. Ve 13 letech úspěšně absolvovala hudební konkurz se španělskou písní a byla obsazena jako zpěvačka skupiny Něposedy. Na již zmíněném konkurzu se setkala s Julií Volkovou a staly se výbornými kamarádkami. Po roce opustila skupinu Něposedy z důvodu vnitřních nepsaných pravidel, který určuje, že věk členů nepřesahuje 14 let. V 15 letech opět úspěšně prošla hudebním konkurzem pro ruský popový projekt. Jako druhou členku projektu porota vybrala Julii Volkovou se kterou v roce 1999 utvořila popové duo t.A.T.u.. Toto duo se proslavilo po celé Evropě. I když se v roce 2008 obě členky dua rozhodly vydat na sólovou dráhu, ve skupině Tatu spolupracují stále.

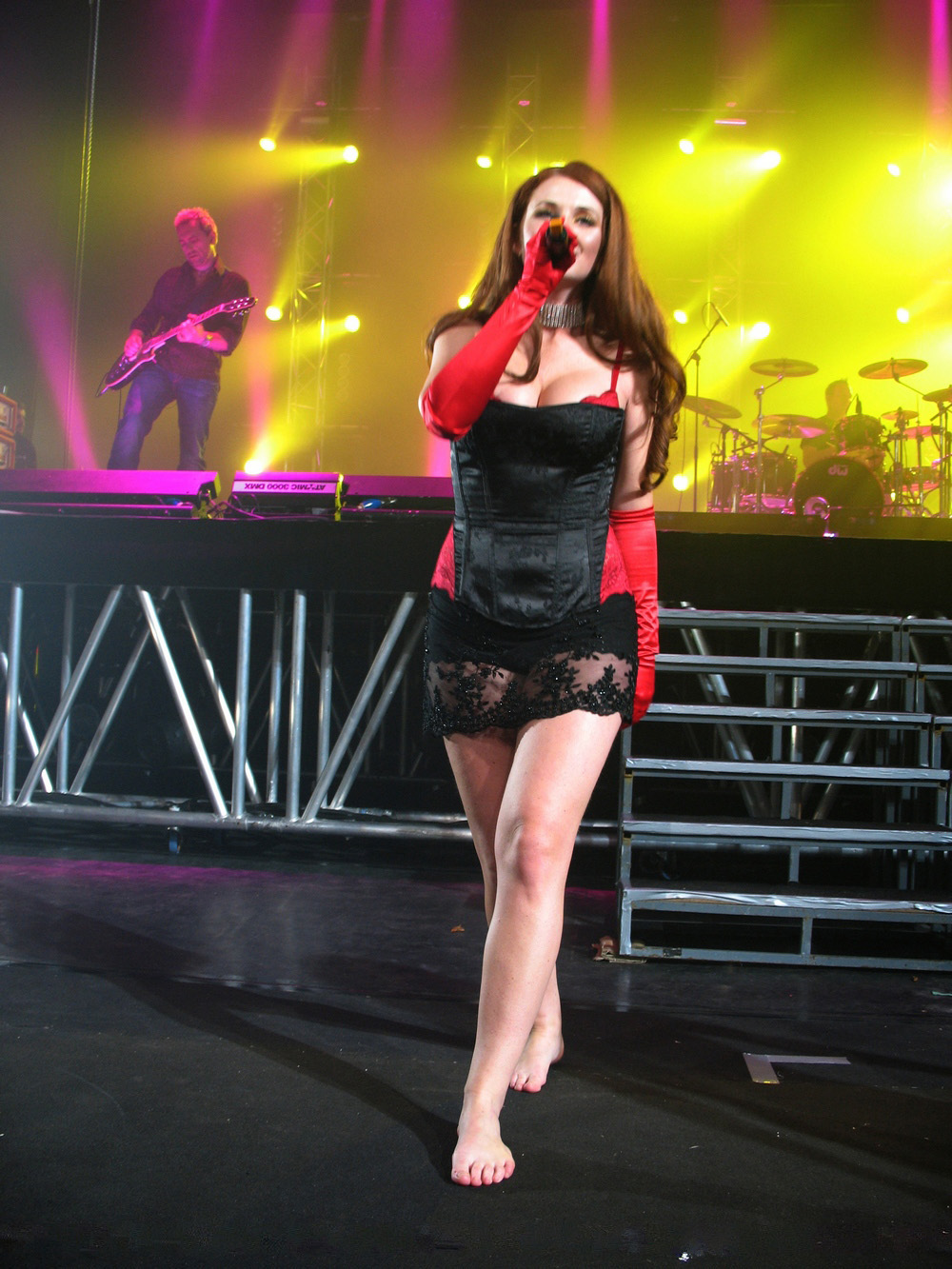
Lena Katinová v roce 2008

V roce 2010 vydává singlové písně s názvem Lost in the Dance a October and April. Na písni October and April výrazně spolupracuje skupina The Rasmus.

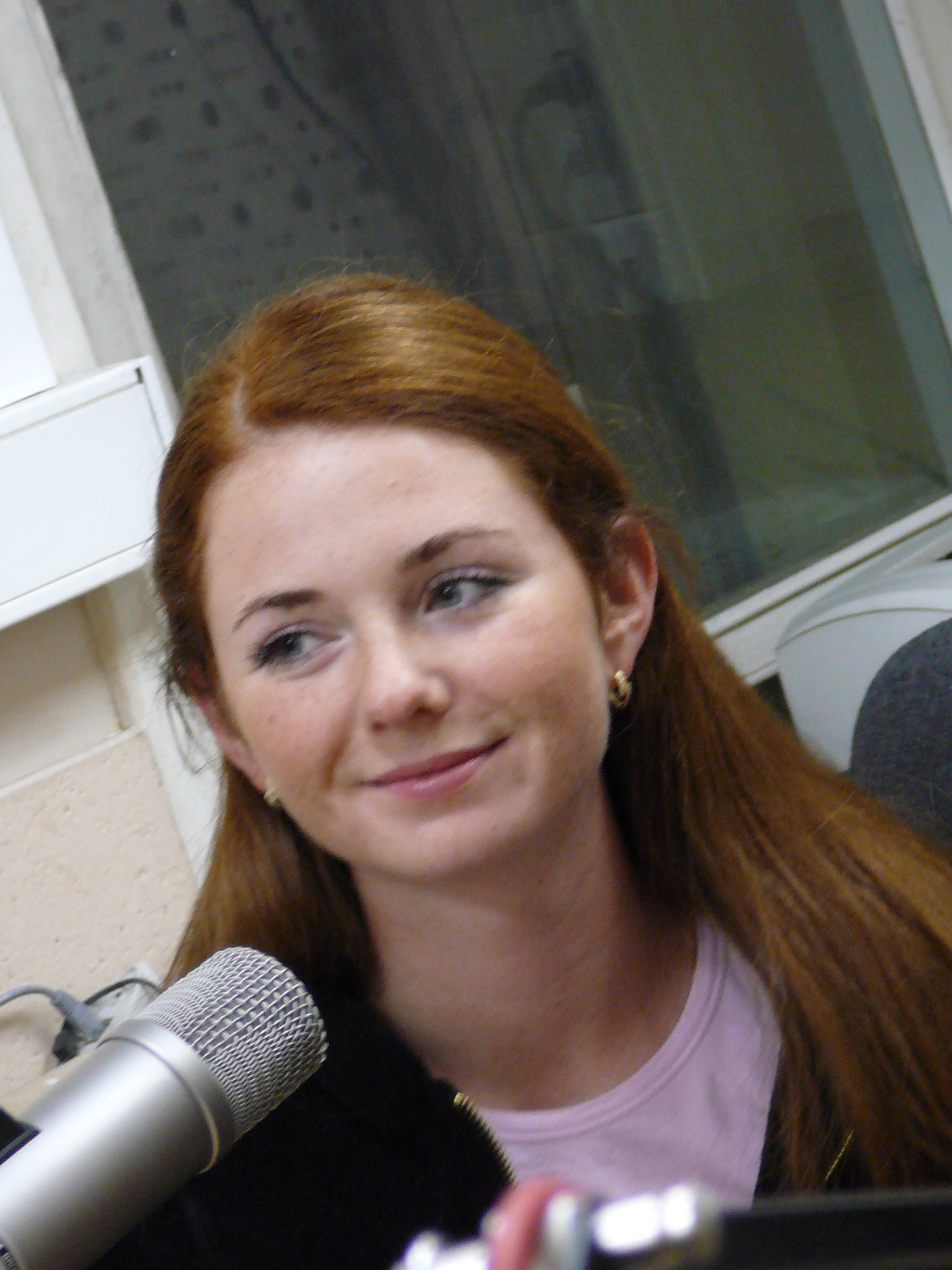
Lena Katinová 2010

V roce 2011 vydá singl Stay a jsou i informace o plánovaném sólovém studiovém albu se stejným názvem jako poslední singl.

## Diskografie

### Skupina Tatu
- 2008 Waste management
- 2005 Dangerous and Moving
- 2005 Ljudij Invalidy
- 2002 200/km h in the wrong lane
- 2000 200 Po Vstrečnoj (200 по встречной )

### Singly
- 2008 Snegopady
- 2008 You and I
- 2007 220
- 2007 Bjelij Plaschik
- 2006 Gomenasai
- 2006 Loves Me Not
- 2005 All About Us
- 2005 Ljudi Invalidy
- 2005 Friend or Foe
- 2003 How Soon Is Now?
- 2003 Ně Ver', Ně Bojsja, Ně Prosti
- 2003 Not Gonna Get Us
- 2003 Show Me Love
- 2003 30 Minutes
- 2002 Prostije Dviženija
- 2002 All the Things She Said
- 2001 Nas Ně Dogonjat
- 2001 Polčasa
- 2000 Ja sošla s uma

### Sólové singly
- 2011 Never Forget
- 2011 Stay
- 2010 Lost in the Dance
- 2010 October and April
- 2012 Melody
- 2013 Paradise